# 志田弦音
志田 弦音（しだ けんと、2002年10月11日 - ）は、日本の子役タレント。
スターダスト・プロモーションに所属。身長168cm。趣味は、和太鼓・ヒップホップ・映画鑑賞。かつては、J-beans・スマイルモンキーにも所属していた。
現在 神奈川県横浜市に在住

## 出演

### テレビ番組
- パーフェクト・リポート「最低女上司と初めてのスクープ」（2010年10月17日、フジテレビ）
- パーフェクト・リポート「報道のその先へチームで掴んだ答え」（2010年12月19日、フジテレビ）
- 田勢康弘の週刊ニュース新書「児童虐待をどう防ぐ!現場からの叫び」（2010年、テレビ東京）
- それにはワケがある!（2012年、TBS）
- 時々迷々「アナタモワタシモハーモニー」モウコ役（2012年、NHK）
- 月曜名作劇場「温泉殺人事件シリーズ・有馬温泉殺人事件」（2016年5月30日、TBS）
- スカッとジャパン 「助けてくれた職員さん」（2017年、フジテレビ）
- 浮世の画家 少年 小野益次（2019年、NHK）
- スパイラル〜町工場の奇跡〜「第1話」（2019年、テレビ東京）

### CM
- ららぽーと磐田「クリスマスギフト編」（2009年）
- バンダイ「光る2TOPパジャマ」（2010年）
- 雪印「北海道バター」（2010年）
- ECC「総合教育」（2010年）
- フジパン「リズムな本仕込の歌編」（2011年）
- エバラ 「エバラ黄金の味」(おはよう篇)(2012年)
- ガスト 「4月の家族わくわくフェア」(2012年)
- バンダイ 「バトルスピリッツ」(2012年)
- セブン&アイ 「セブンプレミアム セブンゴールド」(2012年)
- セブン&アイ 「セブンプレミアム朝食」(2013年)
- センバツLIVE 「告白篇」(2019年)

### 映画
- 臍帯（2010年）養護施設の子供役
- 江ノ島プリズム（2013年）
- 脳男 (2012年)
- 百年の火花 (2017年)

### スチール
- ティンカーベル「2008秋冬カタログ」（2008年）
- リクルート「住宅情報誌」（2009年）
- ベネッセ「チャレンジ2年生」（2010年）
- スクロール（2010年）
- ベネッセ「チャレンジ4年生」（2010年）
- 東洋ゴム工業（2011年）